# Торнадо (РСЗВ)
РСЗВ «Торна́до» — сімейство російських реактивних систем залпового вогню (РСЗВ) калібру 122 і 300 мм, що розробляється з 2012 року тульським АТ «НВО Сплав» для Сухопутних військ Росії з метою заміщення старих розробок — РСЗВ «Град» і «Смерч».
Торнадо призначений в першу чергу для стрільби касетними боєприпасами, але також може використовуватися для стрільби термобаричними боєголовками.
Сімейство РСЗВ «Торнадо» має набагато більш високу бойову ефективність завдяки новій системі управління вогнем із власним ГЛОНАСС-навігатором у пусковій установці та новим комп'ютеризованим балістичним обчислювачем, що дозволяє установкам РСЗВ вести вогонь за цілями, отриманим через ЕСУ в автоматичному режимі, без використання станцій розрахунку балістики (як, наприклад, Капустник) і без ручного наведення механіки. Крім цього, створені нові керовані ракети з навігацією за системою ГЛОНАСС для використання РСЗВ у сценарії, близькому до ОТРК.

## Історія створення
РСЗВ «Торнадо» було розроблено у Росії НВО «Сплав». «Торнадо-C» є глибокою модернізацією 9К58 " Смерч ". Призначена для ураження на далеких підступах скупчення живої сил, неброньованної, легкоброньованної та броньованної техніки, тактичних ракет, зенітних комплексів, гелікоптерів на стоянках, командних пунктів, вузлів зв'язку, військово-промислової інфраструктури.
Бойова машина 9А54 оснащена апаратурою бортового керування та зв'язку (АБУС), автоматизованою системою керування наведенням та вогнем (АСУНО), наземною апаратурою синхронізації супутникових навігаційних систем, що дозволяє: автоматизовано приймати-передавати інформацію із захистом від несанкціонованого доступу, відображати інформацію табло та зберігати її; автономно здійснювати топоприв'язку, навігацію та орієнтування бойової машини на місцевості з відображенням на електронній карті.
Оснащена системою автономної корекції траєкторії польоту реактивних снарядів по кутах тангажу і рискання, що здійснюється за сигналами системи керування газодинамічними пристроями (боєприпаси, що коректуються). Стабілізація снарядів відбувається за рахунок їх закручування по пускових напрямних, і підтримування в польоті лопатями оперення, що розкриваються. При стрільбі залпом розсіювання снарядів вбирається у 0,3 % від дальності стрільби. Для забезпечення цілевказівки може використовуватися БПЛА. Реактивні снаряди можуть оснащуватися головною частиною моноблочного або касетного типу. Залп однієї бойової машини реактивними снарядами калібру 300 мм, оснащеними касетною головною частиною з 72 кумулятивно-уламковими елементами, вражає площу до 67,2 га. Дальність ведення вогню до 120 км, у перспективі з можливістю збільшення до 200 км.
Час згортання та дислокації вогневої позиції бойовою машиною комплексу БМ 9А54 після залпу становить близько 1 хвилини. Екіпаж бойової машини скорочено до 3 осіб.
Може вражати цілі як залпом, так і одиночними високоточними ракетами, і по суті стала універсальною тактичною ракетною системою. Також Торнадо-С може використовувати боєприпаси, що коригуються.
Склад РСЗВ 9К515 «Торнадо-С» :
- бойова машина (БМ) 9А54;
- транспортно-зарядна машина (ТЗМ) 9Т255;
- навчально-тренувальний комплекс, засоби автоматичної системи управління вогнем (АСУНО), автомобіль топографічної прив'язки (топоприв'язувач) та метеорологічна машина.

Розробник: АТ НВО «Сплав» (м. Тула), ЗАТ «СКБ» ПАТ " Мотовіліхінські заводи " (м. Пермь). Виробник (капітальний ремонт та модернізація) БМ та ТЗМ: ПАТ «Мотовіліхінські заводи» (м. Пермь).
На озброєння почало надходити з кінця 2016 року. У листопаді 2016 р. були проведені випробування на полігоні Капустін Яр.
У 2020 р. пройшла випробування нова високоточна ракета більшої дальності (можливо, 200 км) 9М544 для комплексу «Торнадо-С» з кумулятивно-уламковим боєприпасом

## Модифікації

### Торнадо-Г
Докладніше: 9К51М «Торнадо-Г»
Система «Торнадо-Г», має чотири ряди по 10 пускових труб. Кожна труба запускає один 122 мм снаряд. Модель «Торнадо-Г» призначена для заміни реактивної системи залпового вогню БМ-21 «Град». В даний час єдиним оператором є Сухопутні війська Росії. Версія буде схвалена для експорту.
Сухопутні війська Росії отримали близько 30 комплексів Торнадо-Г в 2011 році, замінивши БМ-21 Град.
«Торнадо-Г» отримав дозвіл на експорт у червні 2018 р., «Торнадо-С» зі снарядами супутникового наведення дальністю 120 км — у серпні 2019 р. Три модернізовані 122-мм осколково-фугасні (ОФ) «Град» Frag) та осколково-фугасні протитанкові (HE/HEAT) реактивні снаряди для реактивної системи залпового вогню (РСЗВ) «Торнадо-Г» під кодовими назвами 9М538, 9М539 та 9М541 мають значне збільшення вогневої потужності, дальністю. Системи БМ-21 «Град» модернізуються до рівня систем

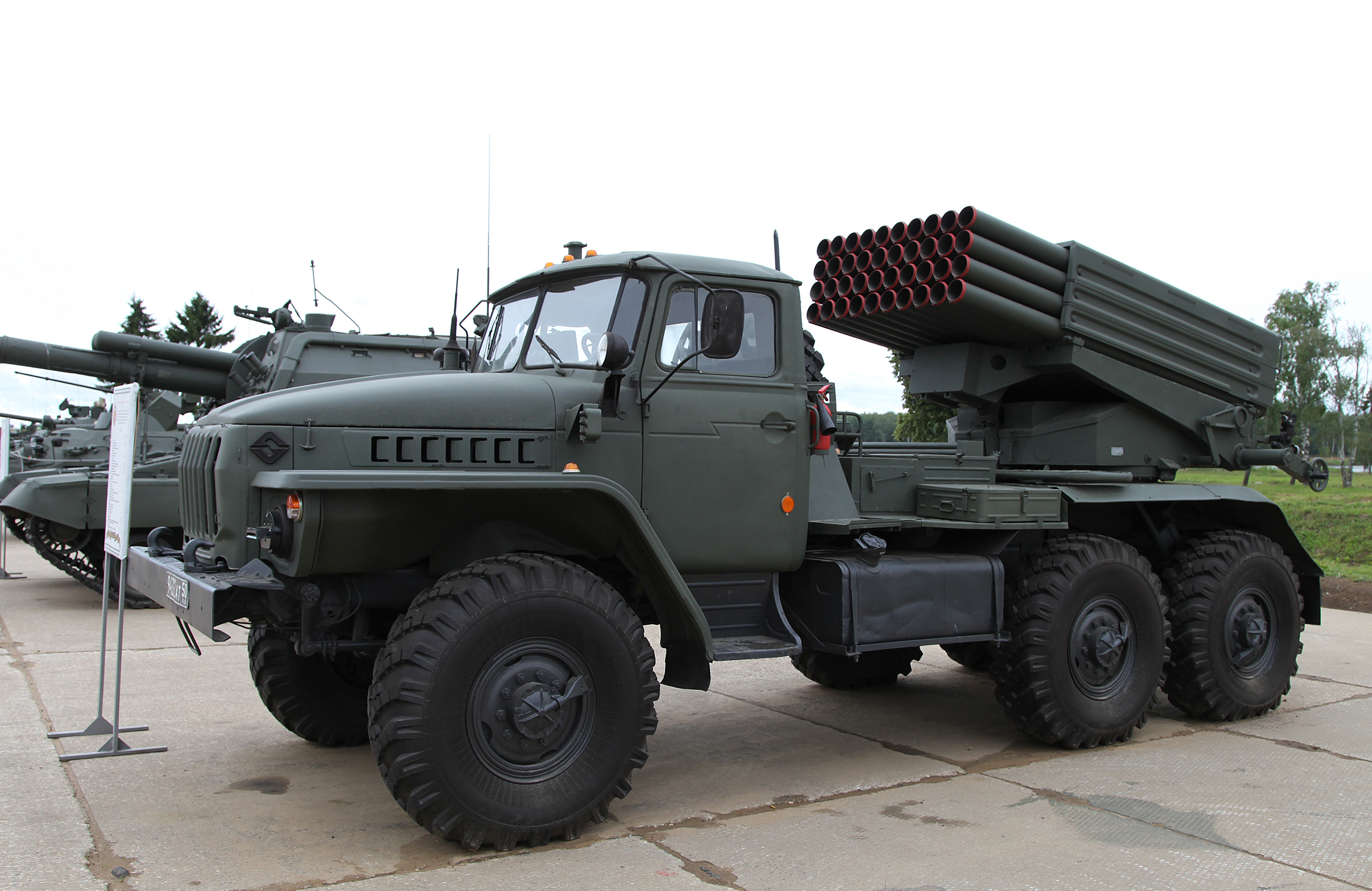
9К51М Торнадо-Г

«Торнадо-Г» вступив у серійне виробництво у 2013 р. [10] Система надійшла на озброєння збройних сил Росії у 2014 р.

### Торнадо-С
Докладніше: 9К515 «Торнадо-С»
Удосконалена РСЗВ 9К515 «Торнадо-С», що несе до 12 ракет діаметром 300 мм, була модернізована спеціальною системою супутникової навігації ГЛОНАСС, яка використовується в ракетному комплексі БМ-30 «Смерч». Торнадо-С має нові некеровані реактивні снаряди калібру 300 мм з максимальною дальністю польоту до 120 км, а також коригований реактивний снаряд 9М542 з відокремлюваною осколково-фугасною або касетною головною частиною з дальністю стрільби до 120 км..
Торнадо-С має велику дальність та підвищену ефективність за рахунок використання нових боєголовок та скороченого часу готовності до пуску всього до трьох хвилин.
«Торнадо-С» був прийнятий на озброєння у липні–серпні 2016 р. та розпочав серійні поставки. 20 ракет «Торнадо-С» замовлені влітку 2019 Нове замовлення було зроблено в серпні 2020 Ще ракети замовлено в серпні 2022
Російські війська використовували «Торнадо-С» під час війни на Донбасі та вторгнення в Україну у 2022 році.

### 9А52-4
У 2007 р. дослідний зразок РСЗВ 9К58 «Кама» на базі бойової машини 9А52-4 був представлений на виставці МАКС-2007. Транспортно-зарядна машина (ТЗМ) 9Т234-4 була представлена у 2009 р на виставці REA-2009. Бойова машина 9А52-4 та ТЗМ 9Т234-4 виконані на шасі КамАЗ-6350 (КамАЗ-63501).
Janes Information Services описує 9А52-4 «Торнадо» як більш легкий варіант пускової установки «Торнадо-С». 300-мм реактивна система залпового вогню була вперше представлена в 2007 році як мобільніша в стратегічному і тактичному відношенні пускова установка, хоча і за рахунок невеликого зниження вогневої потужності.
Система 9А52-4 «Торнадо» базується на шасі військової вантажівки КамАЗ-63501 із колісною формулою 8х8, що забезпечує хорошу тактичну мобільність. Він оснащений єдиним контейнером із шістьма пусковими установками для 300-мм реактивних снарядів, які можуть стріляти всіма сучасними реактивними снарядами «Смерч», у тому числі осколково-фугасними, запальними, термобаричними, касетними з протипіхотними або протитанковими мінами. Касетні снаряди також можуть нести протитанкові боєприпаси, що самонаводяться.
Стандартна ракета масою 800 кг має максимальну дальність польоту 90 км. Система корекції дальності та напрямки забезпечує кращу точність порівняно з попередниками. 9А52-4 може запускати ракети одиночно, частковою брижами або повним залпом на площу до 32 га. Повний залп може бути зроблений протягом 20 секунд. Ракета-носій 9А52-4 може перезаряджатися протягом 8 хвилин.
Пускові установки призначені для використання з 122-мм та 220-мм ракетами. Комплекс озброєння оснащений автоматизованою системою наведення та управління вогнем, а також автономною супутниковою системою навігації та позиціонування. Обмін даними позиціонування та стрільби здійснюється між ракетою-носієм та командирською машиною.
В перших числах червня 2023 р. стало відомо що проєкт РСЗВ «Кама» отримає продовження у вигляді РСЗВ «Сарма». РСЗВ «Сарма» зможе застосовувати керовані реактивні снаряди калібру 300 мм.

## Бойове застосування
«Торнадо-Г» та «Торнадо-С» згадуються у Мінському протоколі серед артилерійських систем, які сторони повинні відвести від лінії зіткнення сторін збройного конфлікту на сході України[неавторитетне джерело]. У комплексі заходів щодо виконання другої мінської угоди згадано лише «Торнадо-С». На думку співробітників інституту зовнішньої політики Фінляндії, Торнадо-С надійшло на озброєння в 2012 році, а в тексті Мінських угод опинилися як факт російської агресії. Це, на їхню думку, вказує на причетність Росії до конфлікту на підставі того факту, що «Росія, так і проросійські сепаратисти схвалили цей текст».
Використовуються під час вторгнення Росії на Україну

## Оператори
- Росія 20 одиниць 9K515 «Торнадо-С» на 2022 рік[29]